# ホールドルフ鉄道事故
座標: 北緯52度00分2秒 東経11度11分30秒 / 北緯52.00056度 東経11.19167度
ホールドルフ鉄道事故（ホールドルフてつどうじこ）は、2011年1月29日にドイツのザクセン＝アンハルト州ホールドルフで発生した列車衝突事故である。濃霧の単線上を対向してきた貨物列車と旅客列車が正面衝突し、10人が死亡した。